# Gheorghe Liliac
Gheorghe Liliac (Dorohoi, 22 de abril de 1959) é um ex-futebolista romeno que atuava como goleiro. Esteve no grupo que disputou a Copa do Mundo de 1990.
Fez sucesso já no fim da carreira, atuando por Petrolul Ploieşti (onde já havia jogado entre 1986 e 1987) e Hapoel Tzafririm Holon. Passou também por Botoşani, Bihor Oradea e Steaua. Encerrou sua carreira em 1997, no Metalul Filipesti.